# Старе Затишшя
Старе Затишшя — мікрорайон у Індустріальному адміністративному  районі міста Харків, колишня частина села Затишшя, що увійшла до складу міста у 2012 році.
У Старому Затишші розповсюджена приватна малоповерхова забудова. Населення на 2001 рік складало 654 особи.

## Географічне положення
Старе Затишшя розташоване на північ та схід від промзони Індустріального району та на захід від окружної дороги.
Центральна вісь мікрорайону - вулиця Румянцівська.

### Межі мікрорайону
Знаходиться в північно-східній частині Індустріального адміністративного району міста.

### Річки і струмки
- р. Велика Долина;— права притока Роганки, протікає з північного боку селища.

## Історія
На місці цього мікрорайону у XIX столітті був хутір Рум'янцев
Старе Затишшя виникло у 1925 р., як хутір Затишшя при тваринницько-овочевому радгоспі ім. Червоної армії. Початково було 10 дворів
Згідно з переписом 1926 р. тут мешкало 39 осіб
У 1940 році на хуторі Затишшя були два двори та ставок
У 2012 році цей квартал було відокремлено від села Затишшя та приєднано до Харкова..

### Частина Харкова
26 жовтня 2012 р. в Старому Затишші було перейменовано вулиці.
У червні 2022 року Старе Затишшя зазнало масованого артилерійського обстрілу російських окупантів

## Пошта
Раніше тут діяло відділення «Укрпошти» №28 (вулиця Румянцівська, 6)

## Транспорт
У Старому Затишші немає метрополітену, трамваю та тролейбусу. Транспортне сполучення підтримується маршрутними таксі.

### Автобуси і маршрутне таксі
- 21т (метро Індустріальна - Старе Затишшя)